# Kristiansund
Kristiansund este o comună din provincia Møre og Romsdal, Norvegia.